# Gomólnik (góra)
Gomólnik  (niem. Schindelberg) (826 m n.p.m.) – wzniesienie w Sudetach Środkowych, w Górach Kamiennych, w środkowej części pasma Gór Suchych.

## Położenie
Gomólnik położony jest na zachód od miejscowości Głuszyca, w bocznym grzbiecie odchodzącym od Turzyny ku południowi i zakończonym szczytem Kręsko. Szczyt zbudowany jest z permskich melafirów (trachybazaltów) należących do północnego skrzydła niecki śródsudeckiej.
Wzniesienie porośnięte jest lasem świerkowym regla dolnego i znajduje się w Parku Krajobrazowym Sudetów Wałbrzyskich.